# تشبع مغناطيسي

منحنيات المغناطيسي لتسعة مواد ذات مغناطيسية حديدية تبين الوصول إلى التشبع : 1.صفيحة من الحديد, 2.حديد سيليكوني, 3.حديد مصبوب, 4.سبيكة حديد وتنجستن, 5.حديد مغناطيس, 6.حديد مصبوب, 7.النيكل, 8.الكوبلت, 9. ماغنتيت خام.

تشبع مغناطيسي في الفيزياء يظهر التشبع المغناطيسي في بعد المواد المغناطيسية وهي تحدث عندما لا يستمر تزايد مغناطيسية المادة بتزايد شدة المجال المغناطيسي الخارجي H المسلط عليها، فيصل المجال المغناطيسي الكلي B إلى حالة التشبع المغناطيسي . وهي خاصية مميزة للمواد ذات المغناطيسية الحديدية مثل الحديد والكوبلت والنيكل وسبائكهم .
ويظهر التشبع المغناطيسي عند قياس منحنى المغناطيسية لمادة فيما يسمى الاستبقائيّة . فعند زيادة المجال المغناطيسي H الخارجي فإن معناطيسية B العينة تتزايد حتى تصل تدريجيا إلى نهاية عظمى، وبذلك تصل مغناطيسية العينة إلى حد التشبع . وعمليا يتزايد المجال B بعد التشبع ولكن بدرجة ضعيفة بسبب تزايد المغناطيسية المسايرة التي تقل 1000 مرة عن معدل تزايد المغناطيسية الحديدية قبل الوصول إلى التشبع.

## وصلات خارجية
- ظاهرة المغناطيسية معززة بصور توضيحية